# Küchenkabinett
Küchenkabinett ist ein Ausdruck für einen ständigen, inoffiziellen Kreis enger Vertrauter um eine Persönlichkeit in einer hohen Machtposition; im engeren Sinne um einen Regierungschef. Er ist dahingehend leicht abwertend, dass er sprachlich dem verfassungsmäßigen Kabinett (als Gesamtheit der Minister einer Regierung) das Küchenkabinett als in der Verfassung nicht vorgesehenes eigentliches Machtzentrum gegenüberstellt. Alle deutschen Bundeskanzler nutz(t)en diesen informellen Beraterzirkel.

## Herkunft des Begriffs
Der Begriff ist aus dem Englischen entlehnt, wo Kitchen Cabinet zunächst in den USA unter der Präsidentschaft von Andrew Jackson auftauchte. Dieser bildete 1831 nach der Petticoat-Affäre sein Kabinett stark um, legte sich aber gleichzeitig einen Beraterkreis aus Vertrauten zu, von denen nur einer, Roger B. Taney, zum offiziellen Kabinett gehörte. Der Begriff wurde zum ersten Mal öffentlich publiziert, als am 13. März 1832 der US-Senator George Poindexter in einem Artikel in der Zeitung Telegraph über seine Stimmabgabe gegen die Berufung des Küchenkabinettmitglieds Martin Van Buren zum Botschafter in England schrieb, Jacksons Beraterkreis sei öffentlich gewöhnlich unter der Bezeichnung Kitchen Cabinet bekannt.
Der Begriff ist bis heute im englischen Sprachraum verbreitet, insbesondere für die halb- und inoffiziellen Beraterkreise von US-Präsidenten und britischen Premierministern.

## Merkmale
Ein Beraterkreis, der im Deutschen als Küchenkabinett bezeichnet wird, zeichnet sich in der Regel durch einige Merkmale aus:
- Auswahl durch den Entscheidungsträger: Die Mitglieder werden vom Entscheidungsträger, der den Beraterkreis um sich bildet, bestimmt. Oft entwickelt sich ein vorher weniger prädominanter Gesprächskreis im Laufe der Zeit zu einem Küchenkabinett als engstem Beratungsgremium des Entscheidungsträgers.
- Offenheit und Vertraulichkeit: Wenn die Teilnehmer des Küchenkabinetts absolutes gegenseitiges Vertrauen entgegenbringen, vor allen Dingen was die Vertraulichkeit des gesprochenen Worts betrifft, können dort Gedanken wesentlich offener und ohne Rücksichtnahme auf politische Interessenlagen oder offizielle Sprachregelungen formuliert werden.
- Allgemeiner Horizont: Ein Küchenkabinett ist in der Regel nicht auf ein bestimmtes Politikfeld beschränkt.
- Räumliche Nähe zum Entscheidungsträger: Damit ein Küchenkabinett bei Bedarf ad hoc zusammentreten kann, gehören die Mitglieder häufig zum engsten Arbeitsumfeld des Entscheidungsträgers.

Durch die offene Gesprächsatmosphäre ist es dem Entscheidungsträger und ggf. anderen wichtigen, zum Küchenkabinett gehörenden Personen dort häufig besser möglich, Ansichten auszudiskutieren und sich feste, häufig gemeinsam vertretene Meinungen zu bilden. Dadurch kann es sein, dass wichtige (politische) Entscheidungen in diesem vertraulichen Gremium fallen bzw. präjudiziert werden.
Letztlich wird der öffentliche Status eines bestimmten Beraterkreises als Küchenkabinett in der Regel von Außenstehenden so benannt.

## Historische Beispiele
In der Öffentlichkeit wurde der persönliche Beraterkreis von Helmut Kohl um seine jahrzehntelange Büroleiterin Juliane Weber häufig als Küchenkabinett bezeichnet.